# 捷豹XF (X260)
捷豹 XF (X260)又稱Jaguar XF (X260) ，是捷豹路虎旗下的由捷豹生产和销售的行政車/豪華汽車，它采用轿车和旅行車/房车两种车身风格。2007年，捷豹第一代钢制X250 XF，捷豹於2015年在纽约国际车展上首次推出第二代XF轿车/两厢车，該車型以其铝制车身而闻名。

## 外部鏈接
- 官方网站